# Будберг, Богдан Васильевич
Барон Богдан Васильевич Будберг (Готхард Вильгельм Фрайхерр фон Будберг-Беннингхаузен, нем. Gotthard Wilhelm Freiherr von Budberg-Bönninghausen; 1766, Рига — 1832, Рига) — российский государственный деятель, дипломат, тайный советник (1827), камергер. Мемуарист.

## Биография
Происходил из баронского рода Будбергов: отец барон Людвиг-Отто фон Будберг (1729—1789), мать — Елизавета-София фон Лёвенштерн (1748—1811). Он был старшим среди детей; из младших братьев: Карл Васильевич (1775—1829 и Фёдор Васильевич (1779—1840).
Получил образование в Страсбурге, много путешествовал. В 1789 году поступил на службу в российскую кавалерию капитаном Нарвского полка. В 1790 году произведён в секунд-майоры и переведён на службу в Военную коллегию.
В 1792 году — сотрудник посольства России в Стокгольме.
В 1795—1796 гг. был поверенным в делах в Швеции; выполнял личные дипломатические поручения императрицы Екатерины II на переговорах о браке короля Густава IV и великой княжны Александры Павловны. О шведском периоде своей деятельности оставил записки, изданные лишь частично: Переписка относительно брака Густава-Адольфа IV с Вел. Кн. Александрой Павловной // «Сборник Русского Исторического общества». Т. 9.
В 1796 году пожалован чином камер-юнкера и произведён в бригадиры.
В 1799 году отправлен в отставку. В 1801 году пожалован чином действительного камергера.
В 1812 году назначен временным поверенным в делах в Неаполе, но вскоре был отозван в связи с началом Отечественной войны 1812 года.
Отличное знание прибалтийских реалий и обширные связи среди остзейского дворянства способствовали назначению Будберга 23 декабря 1818 года эстляндским генерал-губернатором.
10 июля 1821 года получил орден Св. Анны 1-й степени, 10 января 1829 года — орден Св. Владимира 2-й степени. С 1826 года — действительный статский советник. С 1827 года — тайный советник.
В отставке по болезни — с 27 июля 1832 года; спустя два дня, 29 июля (10 августа) 1832 года скончался.

## Семья
В июле 1801 года он женился на Шарлотте Доротее фон Кампенгаузен (1778—1830), дочери российского сенатора барона Бальтазара фон Кампенгаузена. В этом браке родились:
- Елизавета (Виргиния) (1802—?), замужем за генералом Н. А. Окуневым;
- Александр (1804—1879), генерал-лейтенант;
- Прасковья (1812—1839), замужем за генералом А. И. Рокасовским.